# Густаф Линдблом
Стокхолм
Густаф Линдблом (швед. Gustaf "Topsy" Lindblom; Кристинехамн, 3. децембар 1891 — Стокхолм 26. април 1960) био је шведски атлетичар који се начешће такмичио у троскоку.
Као атлетичар такмичио се за АК Норћепинг, а његов највећи успех је освајање златне олимпијске медаље на Олимпијским играма 1912. у Стокхолму.
Поред спорских активности био је уредник новина Idrottsbladet 1915—1934, секретар Шведске боксерске федерације 1921-1929. и 1932-1935, менаџер боксера Оле Тандберга 1940. и председник Националне Плесне дворане Нален, између 1934. и 1960.
Надимак Топси добио је када је са Норћепингом учествовао у лову на побеглог циркуског слона.
Густаф Линдблом 1912. је постављао три пута шведски рекорд у троскоку, скоковима прво 14,42 затим 14,45. На Играма 1912. скочио је 14,76 и тако освојио злато. Пошто је то био бољи резултат од два претходна Шведска спортска конфедерација је одбацила прва два резултата и званично признала само последњи. Линдблом је такмичио до 1915.